# Aparat Tullgrena

Jedna z wersji aparatu Tullgrena (Berelesego): płyn konserwujący (A); zlewka (B); filtr (C); próbka (D); lejek (E); ciepło (F); żarówka (G)

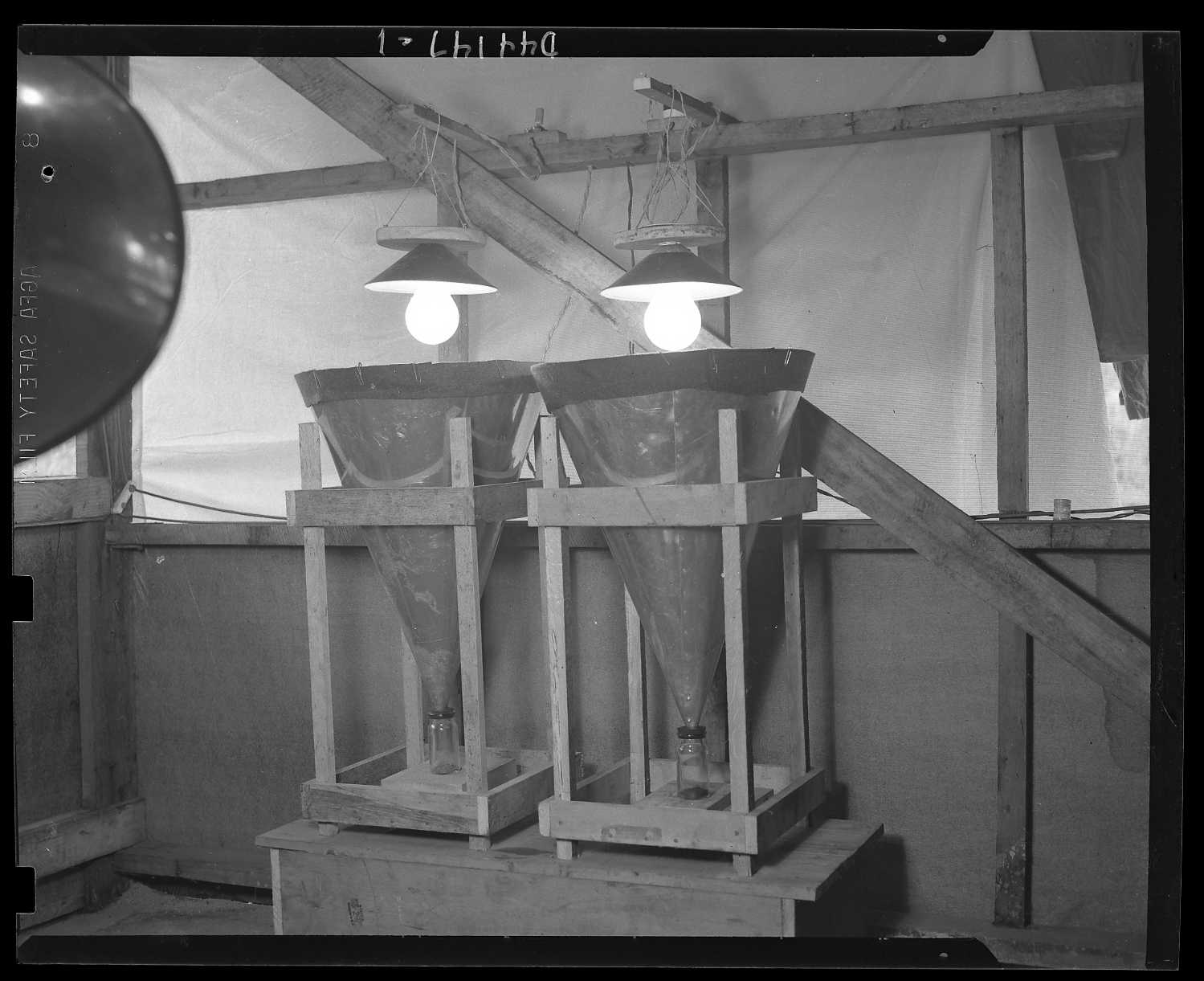

Aparat Tullgrena, lejek Tullgrena, lejek Berlesego-Tullgrena – przyrząd służący do aktywnego wypłaszania drobnych bezkręgowców (głównie stawonogów) z pobranych próbek habitatu. Wykorzystuje gradient temperatur do osuszenia próbki, w wyniku czego higrofilne zwierzęta same wpadają do płynu konserwującego.

## Historia
Przyrząd został, w pierwotnej formie, wynaleziony w 1905 roku przez Antonia Berlesego. Używał on jednak jako emitera ciepła gorącej pary, a próbka habitatu była umieszczana bezpośrednio w lejku. Zmodyfikowany został w 1918 przez Alberta Tullgrena, który zastosował żarówkę jako źródło ciepła oraz zwiększył gradient temperatur za pomocą kawałka blachy otaczającego próbkę gleby. Obecne konstrukcje są zwykle kombinacją różnych elementów obu przyrządów, toteż T.R.E. Southwood sugeruje, że winno się je nazywać lejkiem Berlesego-Tullgrena (ang. „Berelese-Tullgren funnel”).

## Konstrukcja
Przyrząd składa się z dużego lejka, którego szerszy koniec nakryty jest siatką o drobnych oczkach, a węższy uchodzi do próbówki lub zlewki wypełnionej płynem konserwującym (np. 60-70% roztwór alkoholu etylowego) oraz umieszczonego nad siatką źródła ciepła w postaci, najczęściej, żarówki. Ponadto zwykle używa się przezroczystej przykrywki oraz czasem klosza. Konstrukcja ta bywa zwielokrotniona, w celu zwiększenia wydajności, poprzez umieszczenie na drewnianej podstawce albo stalowym lub aluminiowym stelażu całych rzędów lejków i żarówek.

## Zasada działania
Pobrane wcześniej próbki habitatu, tj. najczęściej gleby, ściółki, igliwia, rozdrobnionego próchna itp. umieszcza się na powierzchni siatki, która rozciągnięta jest w górnej części lejka. Następnie całość przykrywa się, zabezpieczając przed ewentualną ucieczką i włącza żarówkę. Stawonogi glebowe są wilgocio- oraz cieniolubne. Urządzenie wykorzystuje ich naturalną skłonność do podążania w kierunku miejsc o większej wilgotności i zacienieniu. Żarówka, emitując ciepło, osusza stopniowo coraz głębsze warstwy gleby, zmuszając bezkręgowce do wędrówki coraz głębiej, aż w końcu natrafiają na siatkę i wpadają do wnętrza lejka, gdzie ześlizgują się ze ścianek, kończąc w próbówce z płynem konserwującym.

## Zastosowanie
Przyrząd jest używany do aktywnego wypłaszania drobnych i średniej wielkości stawonogów żyjących w glebie, ściółce itp. Znajduje zastosowanie przede wszystkim w badaniach z dziedziny pedobiologii, entomologii, arachnologii, myriapodologii oraz ekologii. Sprawdza się przy wypłaszaniu m.in.: skoczogonków, widłogonków, pierwogonków, skąponogów, drobnonogów, pareczników, krocionogów, roztoczy, zaleszczotków, lądowych równonogów, mrówek, larw i mniejszych dorosłych chrząszczy z rodziny biegaczowatych i kusakowatych itp.